# (466872) 2015 BU511
(466872) 2015 BU511 es un asteroide perteneciente al cinturón de asteroides, descubierto el 20 de diciembre de 1995 por el equipo Spacewatch desde el Observatorio Nacional de Kitt Peak (Arizona, Estados Unidos).